# دانیل کاتاراگا
دانیل کاتاراگا (متولد ۱۱ ژوئن ۱۹۹۵) کشتی‌گیر فرنگی کار تیم ملی مولداوی است. وی برنده مدال نقره قهرمانی جهان ۲۰۱۶ بوداپست در وزن ۷۱ کیلوگرم شده‌است.